# 左興
左興（1415年—？），字傑夫，江西吉安府永新縣人，民籍，明朝政治人物，進士出身。

## 生平
江西鄉試第九十名。景泰二年（1451年）辛未科會試第一百七十二名，殿試登進士第三甲第一百一十六名。

## 家族
曾祖左繼周。祖父左文剛。父亲左吾安。